# Mieczysław Limanowski
Mieczysław Bolesław Wincenty Limanowski (ur. 6 stycznia 1876 we Lwowie, zm. 25 stycznia 1948 w Toruniu) – polski geolog, profesor Uniwersytetu Stefana Batorego i Uniwersytetu Mikołaja Kopernika, reżyser teatralny, kierownik literacki Reduty.

## Życiorys

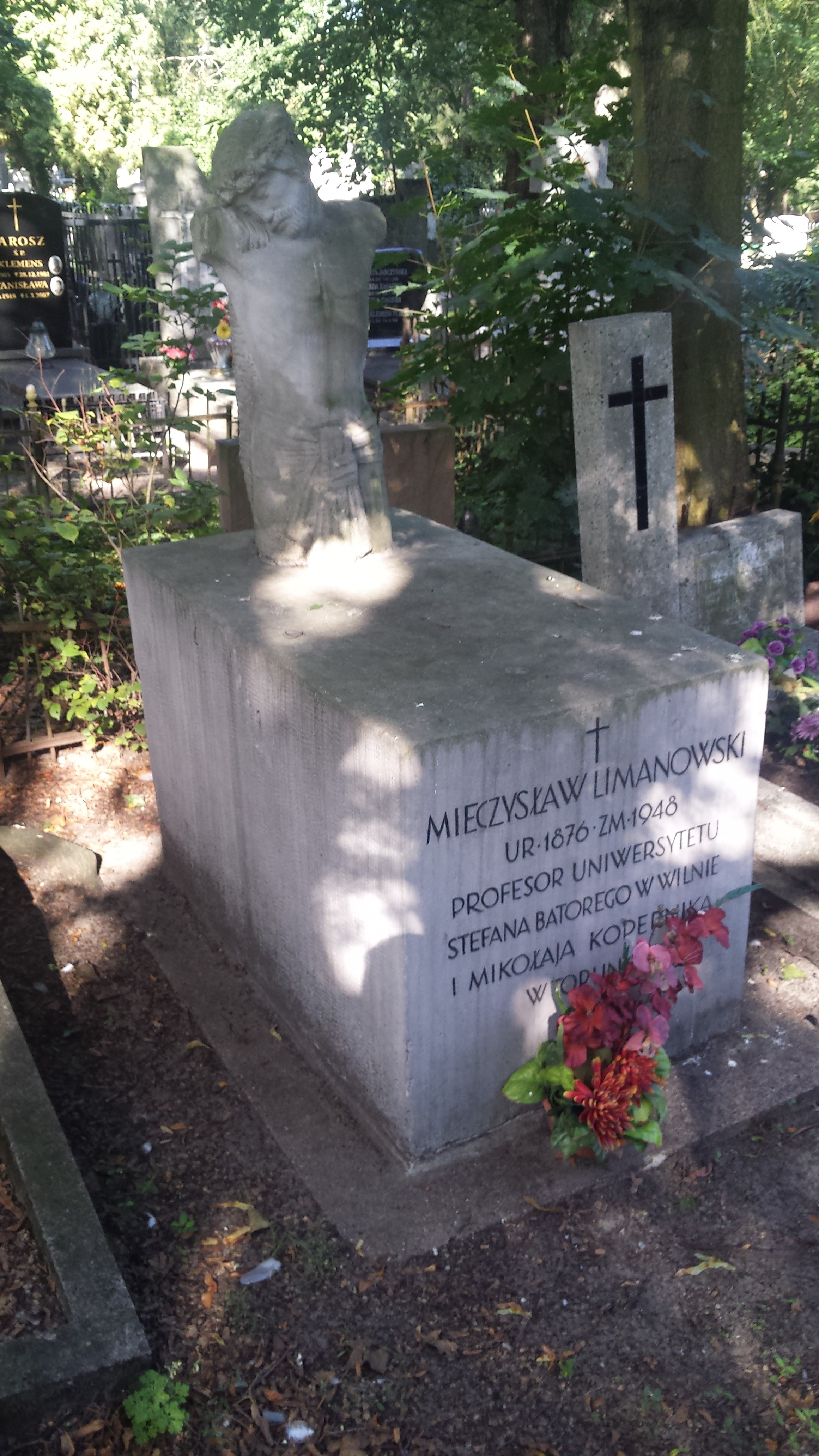
Grób prof. Mieczysława Limanowskiego na Cmentarzu św. Jerzego w Toruniu

Był synem działacza socjalistycznego Bolesława Limanowskiego i Wincentyny z Szarskich. W latach 1890–1897 uczył się w gimnazjach Krakowa i Lwowa. W 1897 zdał z odznaczeniem maturę w C.K. Wyższej Szkole Realnej we Lwowie. Następnie w latach 1897–1899 studiował inżynierię na Politechnice Lwowskiej (gdzie pod wpływem prof. Juliana Niedźwiedzkiego zainteresował się geologią). W 1899 ze względu na stan zdrowia przerwał studia i wyjechał do Zakopanego, gdzie pracował jako nauczyciel domowy m.in. Stanisława Ignacego Witkiewicza. W latach 1902–1905 prowadził badania geologiczne Tatr. W 1903 został członkiem Komisji Fizjograficznej. Pod koniec 1907 wyjechał do Lozanny aby pracować w znanym laboratorium tektonicznym Maurice'a Lugeona, a także uczęszczać na zajęcia na tamtejszym uniwersytecie. Tam w 1908 za pracę Sur la tectonique des Montes Péloritains dans les environs de Taormina (Sicile) uzyskał stopień doktorski. Po powrocie w 1908 do kraju współpracował z Komisją Fizjograficzną Akademii Umiejętności, Muzeum Dzieduszyckich we Lwowie i Muzeum Tatrzańskim w Zakopanem.
Od ok. 1913 mieszkał w Warszawie. Był jednym z założycieli krótkotrwałego Teatru Powszechnego w Warszawie (inauguracja 8 maja 1915).
Podczas I wojny światowej, jako poddany austriacki, został w czerwcu 1915 deportowany w głąb Rosji. W Moskwie pracował w Komisji Kulturalno-Oświatowej przy Domu Polskim. Razem z Juliuszem Osterwą nawiązał kontakt ze słynnym rosyjskim reżyserem i reformatorem teatralnym Konstantym Stanisławskim. Utrzymywał bliski kontakt z Teatrem Polskim i moskiewską Polonią, był recenzentem teatralnym w polskich gazetach.
W grudniu 1918 wrócił do kraju i zamieszkał w Warszawie. Założył i prowadził Polskie Studio Sztuki i Teatru oraz rozpoczął wykłady w Warszawskiej Szkole Dramatycznej. Jesienią 1919 razem z Juliuszem Osterwą założył i prowadził teatr Reduta (1919–1927).
W 1919 zaczął pracować w Państwowym Instytucie Geologicznym. Z ramienia Instytutu prowadził badania na Pomorzu, tworząc podwaliny stratygrafii utworów czwartorzędowych w Polsce. Pracował też nad zagadnieniami ogólnymi dotyczącymi tektonicznej budowy Polski. Od 1923 był członkiem Państwowej Komisji (Rady) Ochrony Przyrody.
W 1925 wraz z Redutą przeniósł się do Wilna. Od 1927 pracował na Uniwersytecie Stefana Batorego – był tam profesorem geografii. Pełnił funkcję kierownika sekcji fizjograficznej Instytutu Naukowo-Badawczego Europy Wschodniej. W 1933 został członkiem honorowym Polskiego Towarzystwa Tatarzańskiego.
Po II wojnie światowej wykładał na Uniwersytecie Mikołaja Kopernika w Toruniu.
Zmarł w Toruniu, gdzie został pochowany na Cmentarzu św. Jerzego.

## Ordery i odznaczenia
- Krzyż Oficerski Orderu Odrodzenia Polski (10 listopada 1928)[3]